# Luis Vargas Rosas
Luis Vargas Rosas (* 18. Oktober 1897 in Osorno; † 6. September 1977 in Santiago de Chile) war ein chilenischer Maler.
Vargas begann 1915 ein Studium an der Escuela de Derecho der Universidad de Chile, wechselte dann aber zur Escuela de Bellas Artes, wo er bis 1918 bei Juan Francisco González, Pedro Luna und José Caracci studierte. Von 1919 bis 1923 reiste er begleitet von Camilo Mori durch Frankreich, Italien und Deutschland. Er setzte dabei seine Studien in der Akademie Hoffmann in München, der Académie de la Grande Chaumière der Académie Colarossi fort und lernte die Maler Pablo Picasso, Fernand Léger und Giorgio de Chirico kennen.
Nach seiner Rückkehr nach Chile gründete er in Santiago de Chile mit seinen Freunden Camilo Mori, José Perotti, Henriette Petit und den Brüdern Julio und Manuel Ortiz de Zárate die avantgardistische Grupo Montparnasse, die mit großem Erfolg beim Salón de Santiago 1925 ausstellte. Zwischen 1924 und 1927 schrieb er für die Kunstseite der La Nación de Santiago. 1928 schuf er die Illustrationen zu Agustín Edwards dreibändiger Geschichte Chiles.
Ab 1925 lebte Vargas wieder in Paris. Er studierte dort Druckgrafik im Atelier von Bill Hayter und interessierte sich für die Werke des Kubisten Juan Gris. 1927 heiratete er Henriette Petit. Er organisierte Kunstausstellungen in verschiedenen europäischen Ländern, schrieb für die Pariser Presse Extrangere und die Stockholmer Kunstzeitschrift Konstrevy.
Nach der deutschen Okkupation Frankreichs kehrte er nach Chile zurück und war dort bis 1970 Direktor des Museo Nacional de Bellas Artes, in dessen Sammlung sich mehrere seiner Werke befinden.